# جیمز سدین
جیمز سدین (انگلیسی: James Sedin; ۲۵ ژوئن ۱۹۳۰ – ۲۳ فوریهٔ ۲۰۲۱ (۹۰ سال)) ورزشکار هاکی روی یخ اهل ایالات متحده آمریکا بود.
وی در مسابقات کشوری و بین‌المللی در مجموع برندهٔ ۱ مدال نقره شده‌است.